# Britny Fox

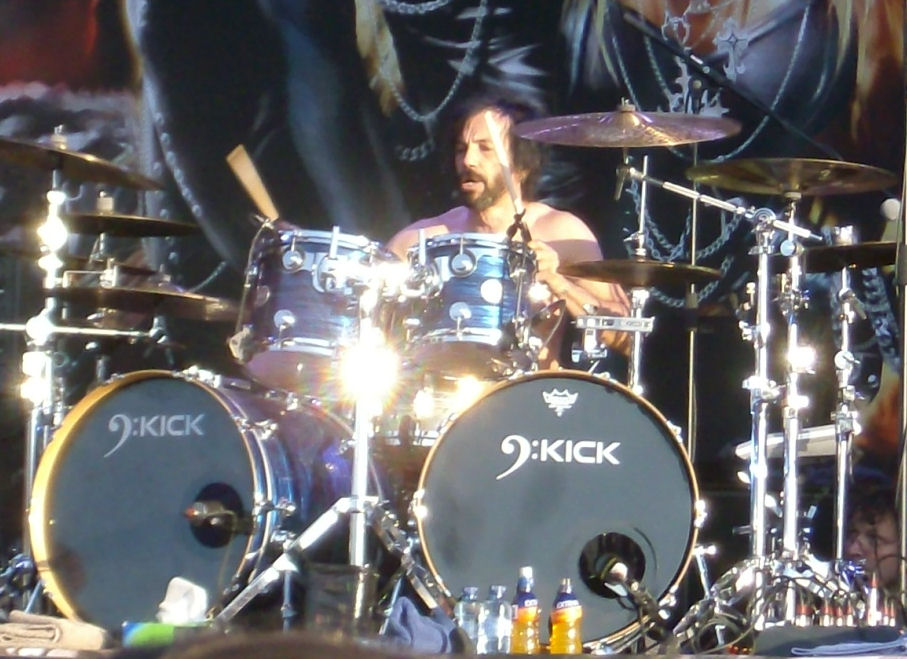
Bubeník Johny Dee na koncertě v Krotrijku (Belgie) - 2013

Britny Fox byla americká glam rocková kapela, aktivní v letech 1985–1992 a 2000–2008. K nejznámějším písním patří Girlschool a Long Way to Love.

## Diskografie

### Studiová alba
- Britny Fox (1988)
- Boys in Heat (1989)
- Bite Down Hard (1991)
- Springhead Motorshark (2003)

### Živá alba
- Long Way to Live! (2001)
- Live at Froggy's (2002)
- Extended Versions (2006)

### Kompilace
- The Best of Britny Fox (2001)

### Singly
- Long Way to Love (1988)
- Girlschool (1989)
- Save the Weak (1989)
- Dream On (1990)
- Louder (1991)